# Requiem (Verdi)
Messa da requiem
Pour les articles homonymes, voir Requiem (homonymie).
La Messa da requiem de Giuseppe Verdi (plus communément appelée le Requiem de Verdi) est une messe de requiem pour solistes (soprano, mezzo-soprano, ténor et basse), double chœur et orchestre, créée le 22 mai 1874.

## Genèse de l'œuvre

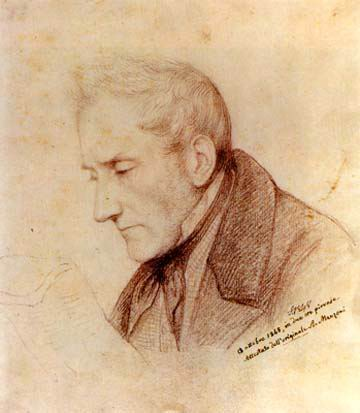
Alessandro Manzoni en l'honneur de qui Verdi composa le Requiem

Pour le compositeur, elle devait à l'origine signifier la fin et le couronnement de sa carrière. Après avoir connu le succès avec l'opéra Aida en 1871, Verdi composa la Messa da requiem  en mémoire de son compatriote le poète Alessandro Manzoni, mort en 1873 et qui s'était engagé comme lui pour l'unité italienne au sein du Risorgimento, dans un idéal de justice et d'humanité. Verdi fut si ébranlé par la mort de Manzoni qu'il ne put se joindre au cortège funèbre.
L’œuvre a comme origine une commande passée à plusieurs compositeurs italiens pour écrire une messe de requiem à la mémoire de Gioachino Rossini mort le 13 novembre 1868, pour laquelle Verdi composa la treizième et dernière partie, le Libera me. La Messa per Rossini n’ayant jamais été exécutée, Verdi envisagea rapidement de composer un Requiem entier à partir du Libera me mais le projet ne prit forme qu'avec la mort de Manzoni. Verdi offrit à la municipalité de Milan la composition d'une messe en son honneur, d'où le titre originel de Requiem de Manzoni.
La création eut lieu le jour du premier anniversaire de la mort de Manzoni le 22 mai 1874 en l'église San Marco de Milan sous la direction du compositeur lui-même. Le Requiem fut accueilli avec un grand enthousiasme et trois autres exécutions furent réalisées à la Scala. Verdi dirigea le Requiem huit jours après à Paris, à l'Opéra-Comique, puis en 1875 à Londres et à Vienne. En Allemagne, les premières ont eu lieu en décembre 1875 à Cologne et Munich.

## Structure
Le texte et la structure de l'œuvre correspondent presque parfaitement à la liturgie catholique romaine du service des morts. Les écarts sont marginaux : Verdi a seulement renoncé à l'adaptation musicale du Graduel et du Tractus (le Trait Absolve Domine), mais a conservé le Répons (Libera me). La distribution correspond à celle d'un orchestre d'opéra de cent exécutants (similaire à celle de Don Carlos) avec quatre solistes et un chœur.
1re partie
- 1. Introït : Requiem æternam - Te decet hymnus - Kyrie (soli, chœur)
- 2. Séquence (Dies iræ) :
  - 2.1 Dies iræ - Quantus tremor (chœur)
  - 2.2 Tuba mirum - Mors stupebit (basse, chœur)
  - 2.3 Liber scriptus - Dies iræ  (mezzo, chœur)
  - 2.4 Quid sum miser (soprano, mezzo, ténor)
  - 2.5 Rex tremendæ - Salva me (soprano, mezzo, ténor, basse, chœur)
  - 2.6 Recordare - Quærens me - Juste Judex (soprano, mezzo)
  - 2.7 Ingemisco - Qui Mariam - Preces meæ - Inter oves (ténor)
  - 2.8 Confutatis - Oro supplex - Dies iræ (basse, chœur)
  - 2.9 Lacrymosa - Pie Jesu (soli, chœur)

2e partie
- 3. Offertoire : Domine Jesu - Hostias - Quam olim Abrahæ (soli)
- 4. Sanctus (double chœur)
- 5. Agnus Dei (soprano, mezzo, chœur)
- 6. Communion : Lux æterna (mezzo, ténor, basse)
- 7. Répons : Libera me - Dies illa, dies iræ  - Libera me (soprano, chœur)

L’œuvre dure environ une heure et demie.

## Analyse
(décembre 2013).
- Si vous ne connaissez pas le sujet, laissez ce bandeau (vous pouvez alors contacter les auteurs).
- Si vous supprimez le contenu mis en cause (vous pouvez préalablement contacter les auteurs),

argumentez précisément cette suppression dans la page de discussion
(un manque de référence n'est pas un argument ; une recherche réelle de référence doit avoir été effectuée, être formellement documentée).
« Un opéra en robe d'ecclésiastique » ironisa Hans von Bülow, chef d'orchestre et compositeur allemand lors de la première. Cet aphorisme est à prendre au pied de la lettre : le Requiem ressemble par de nombreux traits à un opéra avec ses contrastes (le sombre Mors stupebit et le lumineux Sanctus, le pianissimo de la fin du Libera me et le terrible Tuba mirum…) et sa musique fortement expressive. Les moyens employés par Verdi font penser à une œuvre lyrique : quatuors vocaux (Pie Jesu, Kyrie), arias lyriques à l'exemple du célèbre Libera me pour soprano, grands solos comme au milieu du Kyrie, où se suivent ténor, basse, soprano, mezzo-soprano, fugues chorales (notamment dans le Sanctus), pauses entre les différentes parties… Le Requiem de Verdi peut être vu comme une sorte d'opéra religieux donnant une vision romantique de la mort, plus que comme une messe pour le repos de l'âme.
Un peu comme ses opéras, le Requiem de Verdi présente de grands contrastes destinés à émouvoir le public. Citons, entre autres passages : 
- les premières mesures pianissimo de l'Introït, lugubres, effrayantes ;
- le célèbre Dies iræ, représentant la catastrophe de la fin du monde ;
- le Tuba mirum, annoncé de façon inquiétante par des trompettes cachées aux yeux du public, se déclenchant dans un immense fortissimo de cuivres et de percussions ;
- un Sanctus bref et très gai, contrastant avec le reste de l'œuvre ;
- le Libera me final chuchoté.

La séquence liturgique du Dies iræ comprend dix numéros s'enchaînant sans interruption : Dies iræ, Tuba mirum, Mors stupebit, Liber scriptus, Quid sum miser, Rex tremendæ, Recordare, Ingemisco, Confutatis et Lacrymosa. C'est la partie la plus dramatique du Requiem, dominée par le célèbre motif des quatre accords de sol mineur fortissimo, suivi de l'intervention tempétueuse du chœur.

## Discographie
L’œuvre a été enregistrée plusieurs fois par Herbert von Karajan, Claudio Abbado et Georg Solti mais aussi par Arturo Toscanini, Victor de Sabata, Ferenc Fricsay, Sergiu Celibidache, John Eliot Gardiner, Leonard Bernstein, Riccardo Chailly, Valery Gergiev, et Michel Plasson. Parmi les enregistrements distingués par la critique :
- Renata Tebaldi, orchestre de la Scala, Victor de Sabata (dir.) - Decca, 1951, enregistrement en direct
- Elisabeth Schwarzkopf, Christa Ludwig, Nicolaï Gedda, Nicolaï Ghiaurov, chœur et Orchestre Philharmonia; Carlo Maria Giulini  (dir.) - EMI, 1963
Version de référence selon le Guide du disque compact classique d'Alain Duault, éd. Plon, 1994
- Leontyne Price, Fiorenza Cossotto, Luciano Pavarotti, Nicolaï Ghiaurov, orchestre de la Scala, Herbert von Karajan  (dir.), filmé par Henri-Georges Clouzot - DG, 1967
- Joan Sutherland, Marilyn Horne, Luciano Pavarotti, Martti Talvela, chœur de l'Opéra national de Vienne, Orchestre philharmonique de Vienne, Georg Solti  (dir.) - Decca, 1967
- Mirella Freni, Christa Ludwig,  Carlo Cossutta, Nicolai Ghiaurov, Chanteurs de Vienne,  Orchestre philharmonique de Berlin, Herbert von Karajan  (dir.) - DG, 1972
- Leontyne Price, Janet Baker, Veriano Luchetti, José van Dam, chœur et Orchestre symphonique de Chicago, Georg Solti (dir.) - RCA, 1977
Distingué par un Grammy Award - Le Dies iræ du même enregistrement avait été réédité sur CD par RCA en 1990 à l'occasion du centième anniversaire de l'orchestre
- Jessye Norman, Agnes Baltsa, José Carreras, Ievgueni Nesterenko, Choeur et Orchestre symphonique de la Radiodiffusion bavaroise, Riccardo Muti (dir.), concert à Munich, octobre 1981 - BR Klassik, 2021
- Margaret Price, Jessye Norman, José Carreras, Ruggero Raimondi, Chœur du Festival d'Édimbourg, Orchestre symphonique de Londres, Claudio Abbado (dir.), concert au Festival international d'Édimbourg, 1982 - DVD Arthaus Musik
- Orchestre symphonique de Londres, Leonard Bernstein (dir.) -  Sony
- Orchestre symphonique d'Atlanta, Robert Shaw (dir.) -  Telarc, 1990
- Monteverdi Choir,  Orchestre révolutionnaire et romantique, John Eliot Gardiner (dir.) - Philips Classics, 1995
- Renée Fleming, Olga Borodina, Andrea Bocelli et Ildebrando D'Arcangelo, chœur et orchestre du Kirov, Valery Gergiev  (dir.) - Philips, 2000
- Chœur et orchestre symphonique Giuseppe-Verdi de Milan, Riccardo Chailly (dir.) - Decca, 2001
L'enregistrement Sacred Works comprend également le Libera me de la Messe pour Rossini (version de 1869).
- Angela Gheorghiu, Daniela Barcellona, Roberto Alagna, Julian Konstantinov,  Orchestre philharmonique de Berlin, Claudio Abbado (dir.) - EMI, 2001
- Barbara Frittoli, Olga Borodina, Ildar Abdrazakov,  Mario Zeffiri,  Orchestre symphonique de Chicago, Riccardo Muti  (dir.)  - CSO Resound, 2010

## Le Requiem de Verdi dans la culture populaire
- Dans Django Unchained de Quentin Tarantino lors de l'attaque surprise des membres du KKK, son Dies iræ se fait entendre.
- Le Dies iræ a également été utilisé comme thème principal du film Battle Royale.
- On l'entend également dans d'autres films comme Mad Max : Fury Road.
- Une reprise au piano est utilisée dans Le Monde Perdu, lors de l'attaque de Londres par le Brachiosaure.
- On peut aussi l'entendre dans Gouttes d'eau sur pierres brûlantes.
- C'est la bande son du jeu vidéo Harry Potter : Coupe du monde de quidditch.
- L'Offertoire est interprété dans le film des frères Taviani La Nuit de San Lorenzo.
- L' offertoire - III Domine Jesu (début à 4' ) accompagne la scène de la naissance d'une petite fille, en ouverture du film Gloria Mundi (2019) de Robert Guédiguian.
- Le Dies iræ dans Les Garçons et Guillaume, à table ! de Guillaume Gallienne dans la scène de la boîte de nuit.

## Source
- (de) Cet article est partiellement ou en totalité issu de l’article de Wikipédia en allemand intitulé « Messa da Requiem (Verdi) » (voir la liste des auteurs).